# De nye danskere
"De nye danskere" er det 2. afsnit i den danske sitcomserie Klovn med Casper Christensen og Frank Hvam. Serien blander fantasi og virkelighed, da de fleste af skuespillerne spiller roller med deres egne navne. Afsnittet blev skrevet af Frank Hvam og instrueret af Mikkel Nørgaard og havde premiere på TV2 Zulu den 14. februar 2005. Dette var det første afsnit Jarl Friis-Mikkelsen optrådte i.

## Handling
Jarl Friis-Mikkelsen arbejder sammen med Casper på en relancering af tv-serien Matador – nu som tegnefilm. Frank bliver uvenner med den pakistanske Import/eksport-mand (Ataf) på nabokontoret fordi han spiller høj etnisk musik, hvilket får konsekvenser for Casper og Jarls projekt. Og under uheldige omstændigheder kommer Frank til at stjæle fra en gruppe 2. generationsindvandrere, og det skulle han ikke have gjort.
Mia tilmelder Frank som indsamler til Røde Kors, men glæden ved at hjælpe andre bliver snart afløst af irritation.

## Hovedskuespillere
- Casper Christensen som Casper
- Iben Hjejle som Iben
- Frank Hvam som Frank
- Mia Lyhne som Mia

## Gæsteoptrædener
- Jarl Friis-Mikkelsen som Jarl
- Ib Tardini som Producer 1
- Bo Ehrhardt som Producer 2
- Asim Khan som 2G'er
- Ataf Khawaja Import-Eksport Manden
- Tina Gylling Mortensen Røde Kors Leder